# Fosfatidilinozitol-3-fosfataza
Fosfatidilinozitol-3-fosfataza (EC 3.1.3.64, inozitol-1,3-bisfosfat 3-fosfataza, inozitol 1,3-bisfosfat fosfataza, inozitol-polifosfat 3-fosfataza, D-mio-inozitol-1,3-bisfosfat 3-fosfohidrolaza, fosfatidil-3-fosfat 3-fosfohidrolaza) je enzim sa sistematskim imenom 1-fosfatidil-1-mio-inozitol-3-fosfat 3-fosfohidrolaza. Ovaj enzim katalizuje sledeću hemijsku reakciju
1-fosfatidil-1-mio-inozitol 3-fosfat + H2O {\displaystyle \rightleftharpoons } 1-fosfatidil-1-mio-inozitol + fosfat
Ovaj enzim je funkcionalan i nakon uklanjanja 2,3-bis(aciloksi)propil grupe.

## Literatura
- Nicholas C. Price; Lewis Stevens (1999). Fundamentals of Enzymology: The Cell and Molecular Biology of Catalytic Proteins (Third изд.). USA: Oxford University Press. ISBN 019850229X.
- Eric J. Toone (2006). Advances in Enzymology and Related Areas of Molecular Biology, Protein Evolution (Volume 75 изд.). Wiley-Interscience. ISBN 0471205036.
- Branden C; Tooze J. Introduction to Protein Structure. New York, NY: Garland Publishing. ISBN 0-8153-2305-0.
- Irwin H. Segel. Enzyme Kinetics: Behavior and Analysis of Rapid Equilibrium and Steady-State Enzyme Systems (Book 44 изд.). Wiley Classics Library. ISBN 0471303097.

## Spoljašnje veze
- Phosphatidylinositol-3-phosphatase на 